# Lars Rüdiger
Lars Rüdiger (* 17. April 1996 in Berlin) ist ein deutscher Wasserspringer. Zusammen mit Patrick Hausding wurde er bei den Schwimmeuropameisterschaften 2020 in Budapest Europameister im Synchronspringen vom 3-m-Brett und Bronzemedaillengewinner in der gleichen Disziplin bei den Olympischen Sommerspielen im Jahr 2021. 

## Karriere
Rüdiger wurde im Jahr 2016 erstmals deutscher Meister. Dies gelang ihm zusammen mit Oliver Homuth im Synchronspringen vom 3-m-Brett. Bei der Sommer-Universiade 2017 gewann er zusammen mit Kieu Trang Duong die Bronzemedaille im gemischten Teamwettbewerb.
Bei den Schwimmweltmeisterschaften 2019 verpasste Rüdiger zusammen mit Patrick Hausding mit dem vierten Platz knapp eine Medaille im Synchronspringen vom 3-m-Brett.
Bei den Olympischen Sommerspielen in Tokio konnte Rüdiger zusammen mit Hausding Bronze im Synchronspringen vom 3-m-Brett gewinnen, nachdem sie im letzten Sprung das mexikanische Duo Castillo und Celaya auf Platz 4 verdrängen konnten. Für den Gewinn der Bronzemedaille bei den Olympischen Sommerspielen in Tokio wurde er mit dem Silbernen Lorbeerblatt ausgezeichnet.

## Galerie

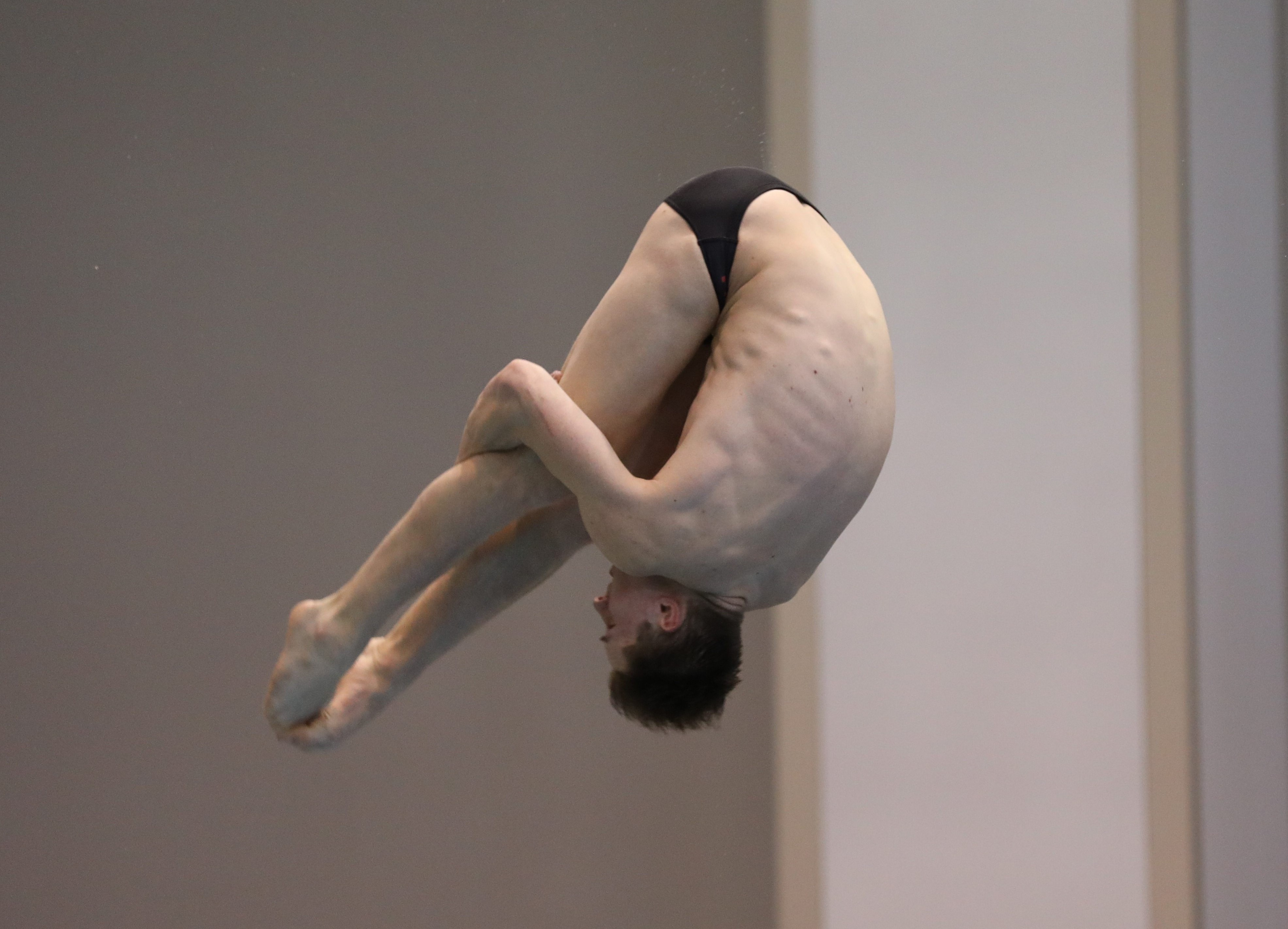
Rüdiger beim Kunstspringen (2018)
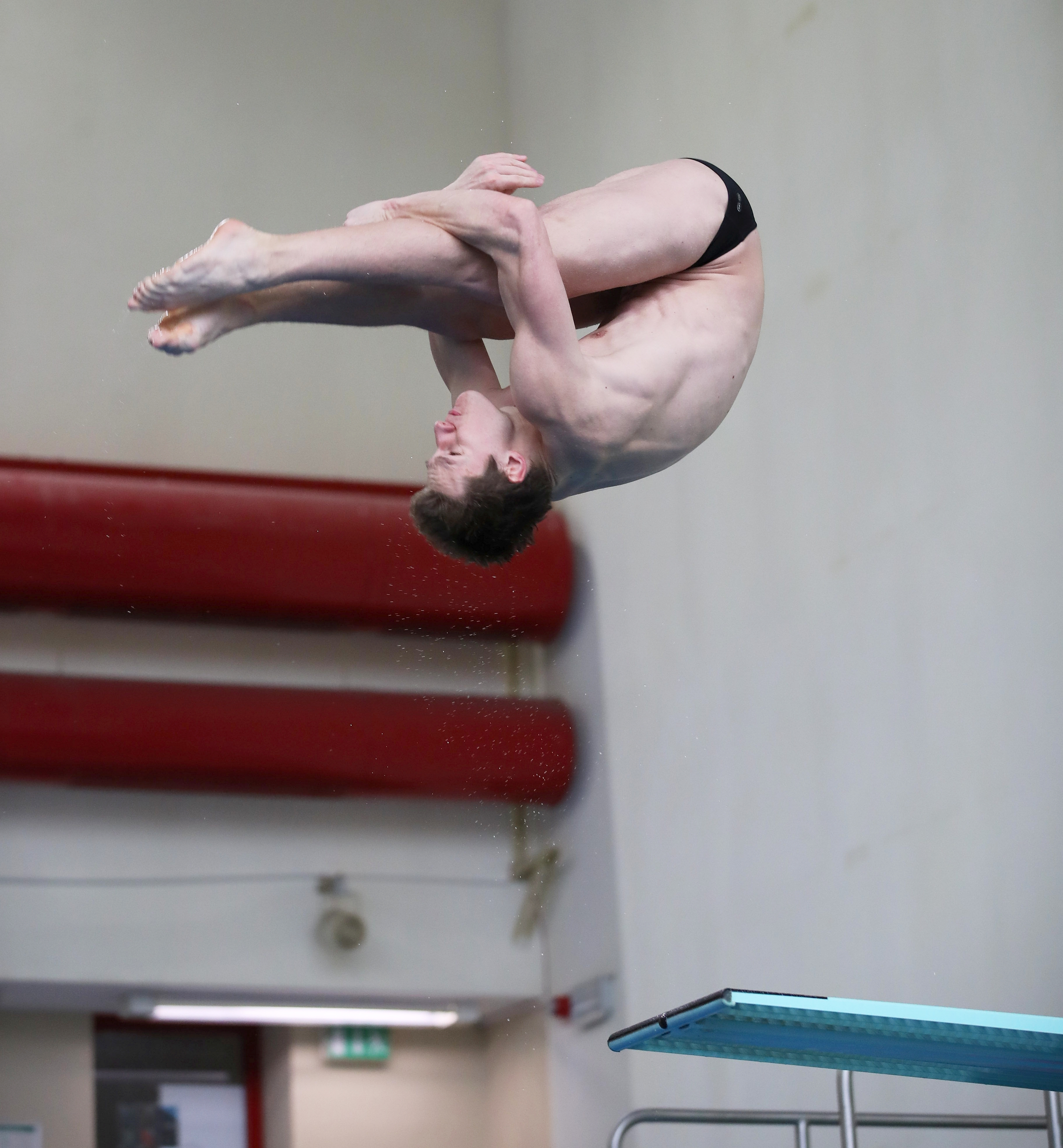
Rüdiger beim Kunstspringen (2020)
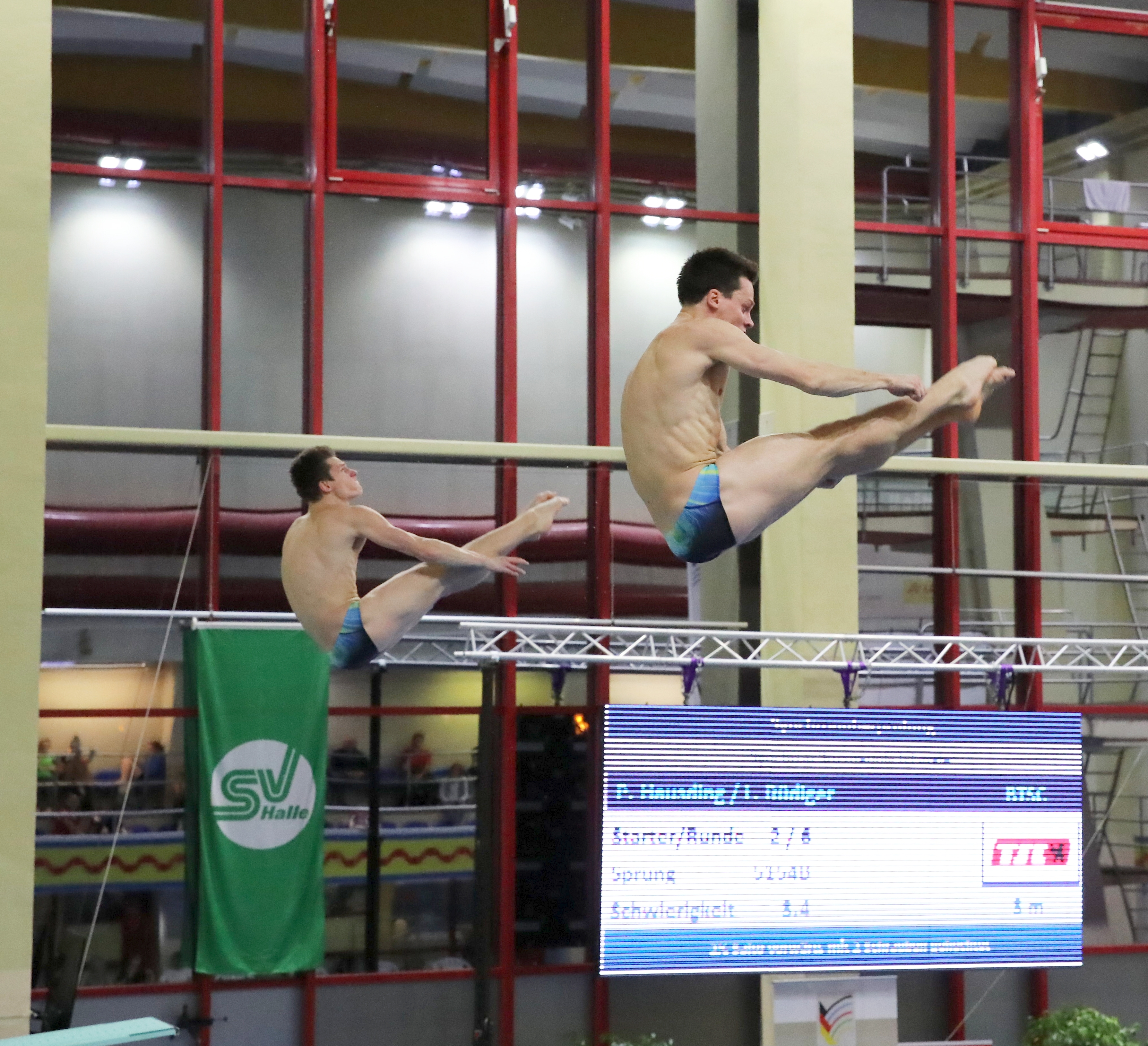
Rüdiger beim Synchronspringen mit Patrick Hausding (2020)